# إينغار بيترسن
إينغار بيترسن هو شخصية أعمال نرويجي، ولد في 1946.